# Echipa națională de fotbal a Luxemburgului
Selecționata națională de fotbal a Luxemburgului  este echipa națională de fotbal din Luxemburg . Este controlată și organizată de Federația de Fotbal a Luxemburgului (Fédération Luxembourgeoise de Football).
Echipa joacă majoritatea meciurilor de acasă pe Stade de Luxembourg din Luxembourg City.
Luxemburg a participat la toate calificările Cupei Mondiale FIFA de la Campionatul Mondial din 1934 încoace și la calificările Campionatului European UEFA de la Campionatul European din 1964 încoace. Începând cu 2024, nu s-a calificat niciodată la niciunul dintre aceste turnee majore. Luxemburg este națiunea cu cele mai multe prezențe în calificări în ambele competiții, fără a ajunge vreodată la turneul final. Cu toate acestea, a concurat la șase turnee olimpice de fotbal între 1920 și 1952.
Luxemburgul a jucat primul său meci internațional pe 29 octombrie 1911, un meci amical împotriva Franței; acesta s-a soldat cu o înfrângere cu 1–4. Prima lor victorie a venit pe 8 februarie 1914, tot într-un meci împotriva Franței, pe care l-au câștigat cu 5–4.

## Antrenori
- Paul Feierstein (1933–1948)
- Jean-Pierre Hoscheid, Jules Müller, & Albert Reuter (1948–1949)
- Adolf Patek (1949–1953)
- Béla Volentik (1953–1955)
- Eduard Havlicek (1955)
- Nándor Lengyel (1955–1959)
- Pierre Sinibaldi (1959–1960)
- Robert Heinz (1960–1969)
- Ernst Melchior (1969–1972)
- Gilbert Legrand (1972–1977)
- Arthur Schoos (1978)
- Louis Pilot (1978–1984)
- Jozef Vliers (1984)
- Josy Kirchens (1985)
- Paul Philipp (1985–2001)
- Allan Simonsen (2001–2004)
- Guy Hellers (2004–2010)
- Luc Holtz (2010–2025)